# 湯惟學
湯惟學（1492年—？），字時敏，號南谷，江西饒州府安仁縣人，民籍，明朝政治人物。

## 生平
江西鄉試第九十四名舉人。正德十二年（1517年）中式丁丑科會試第一百八十六名，登第三甲第一百四十名進士。選翰林院庶吉士。十四年八月授检讨，嘉靖四年（1525年）六月以《武宗实录》修成，升修撰。以事贬安庆府推官，致仕。

## 家族
曾祖湯鳳奇；祖父湯憲珪；父湯盤，曾任訓導。前母江氏；前母周氏；前母蔡氏；母李氏。具庆下。兄惟德。弟惟允（嘉靖十三年甲午科舉人，官廉州府推官）、惟善。